# 甲米地
甲美地（亦称甲米地；英語： 和 菲律賓語：）是一座位于菲律宾甲美地省的城市。截至2020年，该市共有100,674人口。
甲美地在西班牙殖民时期因曾是一座繁荣的港口城镇（Cavite Puerto），作为马尼拉的主要对外港口。该市也曾是甲美地省的首府，直到在1954年被Trece Martires市取代。

## 历史

### 西班牙殖民时期
1571年5月16日，西班牙殖民者米格尔·洛佩斯·德莱加斯皮宣布该地区为皇家属地。 当时的殖民者在附近成立了聚落，并把它称为甲美地（今日为Kawit）。因该地水位较深， 甲美地曾是一个良好的帆船建造和维修站。1582年，该市共有65处住家。
甲美地应被认为在1614年正式成立，因依据文献记载当地在该年才拥有领导人（gobernadorcillo），名为Tomás Salazar。同时，该地也成为甲美地省的首府。就如其他省份，甲美地省也是用了其首府的名称，如布拉干和马尼拉。

### 美国占领时期
1898年《巴黎条约》签订后，西班牙将港口移交给美国。在美国占领期间，该港成为美国驻菲律宾海军的驻地。为了容纳现代化的舰船和武器装备，该港进行了重新设计。瓜达卢佩堡等历史建筑以及圣费利佩堡的大部分建筑也被拆除。 
地方政府行政机构在市政长官（Presidentes municipales）的领导下进行了重组，并由美国陆军军官米德上校直接监督。首批市政长官相继被任命：扎卡里亚·福蒂奇（Don Zacaria Fortich）出任甲米地港市长，弗朗西斯科·巴萨（Don Francisco Basa）出任圣罗克市长，佩德罗·拉克尼奥·包蒂斯塔（Don Pedro Raqueño Bautista）出任卡里达德市长。
1900年，甲米地人在美国统治下举行了他们的第一次选举。每个城镇通过选举的方式产生官员，如市政长（Presidente municipale）、副市政长（Vice Presidente municipale）以及由议员（Consejales）组成的议会（Consejo）。
1901年，菲律宾委员会批准了一部市政法典，作为全国所有地方政府的组织法。该法典实施后的1903年，甲米地港（Cavite Puerto）、圣罗克（San Roque）和拉卡里达德（La Caridad）三个独立的城镇合并为一个市镇，成为现今的甲米地市。根据第一届菲律宾议会颁布的一项立法法案，甲米地再次成为该省的首府。随后，其领土扩大到包括圣安东尼奥区和科雷吉多尔岛。甲米地市政府实行民政管理，其官员包括一名市议员、一名副市议员和十名由合格选民选举产生的理事会成员。
1909年，由总督W. Cameron Forbes颁布了第124号行政命令。该命令中包含了第1748号法案，内容为：将科雷希多尔岛、卡巴略岛（休斯堡）、拉蒙哈岛、埃尔弗莱勒岛（德拉姆堡）、圣阿玛利亚岛、卡拉巴奥岛（弗兰克堡）和林博内斯岛以及周围所有领土、水域和礁石并入甲美地市政府。

### 日本占领时期
1941年12月10日，在美军在克拉克空军基地的防空系统被摧毁两天后，以及日本偷袭珍珠港三天后，日军轰炸了甲美地市，并摧毁了甲美地海军基地。
日本占领菲律宾期间，日本的领导人任命了至少两位市长。与此同时，科雷吉多岛在日军入侵菲律宾期间发挥了重要作用。该岛经历了两场激烈且让双方损失惨重的的围城战，第一次发生在1942年初，第二次发生在1945年1月。交战双方包括日本帝国陆军、美国陆军及规模较小的菲律宾陆军附属部队。
1945年，美国和菲律宾联邦军队轰炸了驻扎在甲美地市的日军。这个举动摧毁了这座历史悠久的港口，造成古老的城墙以及Porta Vaga门严重受损。当地大部分建筑物遭到破坏，但一些教堂得以保存。
战后，甲美地市的地方行政机构得以恢复，然而老城区的城墙、城门及遗址随后被拆除。如今，老城仅保存圣莫尼卡奥古斯丁教堂的钟楼，以及圣费利佩堡的两座堡垒。

### 战后时期
1954年，菲律宾国会通过第981号共和国法令，将甲美地省首府从甲美地市迁至新成立的Trece Matires。随后，甲美地市宪章进行了修订。根据修正案，市长、副市长和八名议员均由民众选举产生。1963年，甲美地市首次通过该选举方式选出了市政官员。